# Ядринский район
Я́дринский райо́н (чув. Eтĕрне районĕ) — административно-территориальная единица в Чувашской Республике России. В границах района образован одноимённый муниципальный округ (с 2004—2022 гг. — муниципальный район).
Административный центр — город Ядрин.

## География
Расположен в северо-западной части Чувашии. На севере граничит с Горномарийским районом Республики Марий Эл, на западе — с Воротынским и Пильнинским районами Нижегородской области, на востоке — с Моргаушским, на юге — с Красночетайским и Аликовским районами. Территория района — 897,5 км².

## История
Район образован 27 сентября 1927 года.
2 ноября 1956 года к Ядринскому району была присоединена часть территории упразднённого Советского района.

## Население
| 1993    | 1997    | 2001    | 2002    | 2005    | 2009    | 2010    | 2011    | 2012    |
| ------- | ------- | ------- | ------- | ------- | ------- | ------- | ------- | ------- |
| 36 700  | ↘25 100 | ↗35 900 | ↘34 456 | ↘33 300 | ↘31 110 | ↘29 965 | ↘29 788 | ↘29 227 |
| 2013    | 2014    | 2015    | 2016    | 2017    | 2018    | 2019    | 2020    | 2021    |
| ↘28 724 | ↘28 026 | ↘27 489 | ↘26 915 | ↘26 065 | ↘25 432 | ↘24 672 | ↘24 106 | ↘23 366 |

### Урбанизация
В городских условиях (город Ядрин) проживают 33,89 % населения района.

### Национальный состав
По данным переписи населения 2010 года в Ядринском районе преобладают чуваши (более 80 %). Основная доля русских проживает в городе Ядрин и расселена вдоль границы с Нижегородской областью, является большинством в населённых пунктах: Полянки, Иваньково, Чиганары, Засурье, Малое Чурашево, Заштраночная, Стрелецкая, а также проживает совместно с чувашами в Совхозном, Никиткино, Никольском и Орба-Павлово.
| Национальность | Число указавших национальность и доля от населения района |
| -------------- | --------------------------------------------------------- |
| Чуваши         | 81,57 % (24 441)                                          |
| Русские        | 15,71 % (4707)                                            |
| Татары         | 0,15 % (45)                                               |
| Марийцы        | 0,44 % (131)                                              |

## Территориальное устройство
В рамках административно-территориального устройства, район делился на 18 административно-территориальных единиц — 1 городское и 17 сельских поселений.
В рамках организации местного самоуправления с 2004 по 2022 гг. муниципальный район включал 18 муниципальных образований, в том числе 1 городское и 17 сельских поселений, которые к 1 января 2023 года были упразднены и объединены в единый муниципальный округ.
| №  | Поселение                             | Административный центр  | Количество населённых пунктов | Население (чел.) | Площадь (км²) |
| -- | ------------------------------------- | ----------------------- | ----------------------------- | ---------------- | ------------- |
| 1  | Ядринское городское поселение         | город Ядрин             | 1                             | ↘7918            | 54,71         |
| 2  | Большесундырское сельское поселение   | село Большой Сундырь    | 11                            | ↘763             | 71,29         |
| 3  | Большечурашевское сельское поселение  | село Большое Чурашево   | 6                             | ↘1037            | 46,44         |
| 4  | Большешемердянское сельское поселение | деревня Верхние Ачаки   | 7                             | ↘1146            | 54,45         |
| 5  | Иваньковское сельское поселение       | посёлок Совхозный       | 8                             | ↘805             | 71,28         |
| 6  | Кильдишевское сельское поселение      | деревня Кильдишево      | 4                             | ↘792             | 32,06         |
| 7  | Кукшумское сельское поселение         | деревня Кукшумы         | 8                             | ↘909             | 39,96         |
| 8  | Малокарачкинское сельское поселение   | село Малое Карачкино    | 9                             | ↘666             | 71,29         |
| 9  | Мочарское сельское поселение          | деревня Нижние Мочары   | 6                             | ↘677             | 50,69         |
| 10 | Николаевское сельское поселение       | село Николаевское       | 7                             | ↘980             | 32,05         |
| 11 | Персирланское сельское поселение      | деревня Персирланы      | 9                             | ↘1666            | 59,62         |
| 12 | Советское сельское поселение          | село Советское          | 7                             | ↘794             | 25,53         |
| 13 | Старотиньгешское сельское поселение   | деревня Старые Тиньгеши | 10                            | ↘728             | 34,58         |
| 14 | Стрелецкое сельское поселение         | деревня Стрелецкая      | 2                             | ↘847             | 43,03         |
| 15 | Хочашевское сельское поселение        | село Хочашево           | 7                             | ↘888             | 31,90         |
| 16 | Чебаковское сельское поселение        | село Чебаково           | 4                             | ↘832             | 54,55         |
| 17 | Ювановское сельское поселение         | село Юваново            | 8                             | ↘942             | 50,10         |
| 18 | Ядринское сельское поселение          | село Ядрино             | 12                            | ↘1028            | 77,68         |

## Населённые пункты
В Ядринском районе (муниципальном округе) расположено 126 населённых пунктов, из которых 1 город и 125 сельских населённых пунктов:
| №   | Населённый пункт   | Тип     | Население | Поселение                             |
| --- | ------------------ | ------- | --------- | ------------------------------------- |
| 1   | Алексеевка         | деревня | ↗119      | Чебаковское сельское поселение        |
| 2   | Алешкино           | деревня | ↗198      | Хочашевское сельское поселение        |
| 3   | Аптышкасы          | деревня | ↗44       | Большешемердянское сельское поселение |
| 4   | Аптякпось          | деревня | ↗125      | Ядринское сельское поселение          |
| 5   | Атликасы           | деревня | ↗288      | Большешемердянское сельское поселение |
| 6   | Багиши             | выселок | ↗71       | Старотиньгешское сельское поселение   |
| 7   | Балдаево           | село    | ↗265      | Персирланское сельское поселение      |
| 8   | Бархаткино         | деревня | ↗196      | Николаевское сельское поселение       |
| 9   | Бобылькасы         | деревня | ↗268      | Николаевское сельское поселение       |
| 10  | Большие Багиши     | деревня | ↗144      | Старотиньгешское сельское поселение   |
| 11  | Большие Шемердяны  | село    | ↗440      | Большешемердянское сельское поселение |
| 12  | Большое Чурашево   | село    | ↗506      | Большечурашевское сельское поселение  |
| 13  | Большой Сундырь    | село    | ↗382      | Большесундырское сельское поселение   |
| 14  | Большой Югуть      | деревня | ↗214      | Персирланское сельское поселение      |
| 15  | Ванькино           | деревня | ↗103      | Старотиньгешское сельское поселение   |
| 16  | Васькино           | деревня | ↘43       | Кукшумское сельское поселение         |
| 17  | Верхние Ачаки      | деревня | ↗422      | Большешемердянское сельское поселение |
| 18  | Верхние Бурнаши    | деревня | ↗60       | Ювановское сельское поселение         |
| 19  | Верхние Ирзеи      | деревня | ↗192      | Ювановское сельское поселение         |
| 20  | Верхние Мочары     | деревня | ↗280      | Мочарское сельское поселение          |
| 21  | Верхние Сунары     | деревня | ↗146      | Советское сельское поселение          |
| 22  | Вурманкас-Асламасы | деревня | ↗340      | Большечурашевское сельское поселение  |
| 23  | Вурманкас-Ядрино   | деревня | ↗231      | Ядринское сельское поселение          |
| 24  | Выселок № 1        | деревня | →19       | Большесундырское сельское поселение   |
| 25  | Выселок № 2        | деревня | ↗11       | Большесундырское сельское поселение   |
| 26  | Долина             | деревня | ↗47       | Иваньковское сельское поселение       |
| 27  | Егоркино           | деревня | ↗46       | Большесундырское сельское поселение   |
| 28  | Емалоки            | деревня | ↗92       | Малокарачкинское сельское поселение   |
| 29  | Засурье            | село    | ↗199      | Иваньковское сельское поселение       |
| 30  | Заштраночная       | деревня | ↘23       | Мочарское сельское поселение          |
| 31  | Иваньково          | деревня | ↗94       | Иваньковское сельское поселение       |
| 32  | Изамбаево          | деревня | ↗268      | Ядринское сельское поселение          |
| 33  | Ильдубайкино       | деревня | ↗170      | Большечурашевское сельское поселение  |
| 34  | Ильина Гора        | село    | ↗123      | Большесундырское сельское поселение   |
| 35  | Исмендеры          | деревня | ↘107      | Кильдишевское сельское поселение      |
| 36  | Испуханы           | деревня | ↗363      | Кильдишевское сельское поселение      |
| 37  | Канаш              | деревня | ↘45       | Большесундырское сельское поселение   |
| 38  | Карикасы           | деревня | ↗66       | Кукшумское сельское поселение         |
| 39  | Качикасы           | деревня | ↗84       | Старотиньгешское сельское поселение   |
| 40  | Кильдишево         | деревня | ↘412      | Кильдишевское сельское поселение      |
| 41  | Козловка           | деревня | ↘148      | Персирланское сельское поселение      |
| 42  | Кудаши             | деревня | ↗357      | Чебаковское сельское поселение        |
| 43  | Кукшумы            | деревня | ↗601      | Кукшумское сельское поселение         |
| 44  | Кумаккасы          | деревня | →96       | Старотиньгешское сельское поселение   |
| 45  | Лапракасы          | деревня | ↗346      | Хочашевское сельское поселение        |
| 46  | Лена               | посёлок | →5        | Малокарачкинское сельское поселение   |
| 47  | Ленино             | деревня | ↘13       | Ядринское сельское поселение          |
| 48  | Лесной             | посёлок | ↗31       | Иваньковское сельское поселение       |
| 49  | Лешкас-Асламасы    | деревня | ↗221      | Большечурашевское сельское поселение  |
| 50  | Липовая            | деревня | ↗185      | Советское сельское поселение          |
| 51  | Липовка            | деревня | ↗88       | Малокарачкинское сельское поселение   |
| 52  | Малое Карачкино    | село    | ↗520      | Малокарачкинское сельское поселение   |
| 53  | Малое Кумаркино    | деревня | ↗129      | Большесундырское сельское поселение   |
| 54  | Малое Чурашево     | село    | ↗46       | Мочарское сельское поселение          |
| 55  | Малые Тюмерли      | деревня | ↗205      | Малокарачкинское сельское поселение   |
| 56  | Малые Четаи        | деревня | ↗105      | Большесундырское сельское поселение   |
| 57  | Малые Шемердяны    | деревня | ↗259      | Большешемердянское сельское поселение |
| 58  | Малые Ямаши        | деревня | ↗97       | Старотиньгешское сельское поселение   |
| 59  | Малый Сундырь      | деревня | ↗33       | Большесундырское сельское поселение   |
| 60  | Малый Югуть        | деревня | ↗80       | Персирланское сельское поселение      |
| 61  | Медякасы           | деревня | ↗145      | Ядринское сельское поселение          |
| 62  | Моляково           | деревня | ↘47       | Советское сельское поселение          |
| 63  | Мурзакасы          | деревня | ↗186      | Ядринское сельское поселение          |
| 64  | Нагорное           | деревня | ↗96       | Персирланское сельское поселение      |
| 65  | Наснары            | деревня | ↗61       | Хочашевское сельское поселение        |
| 66  | Нижние Ачаки       | деревня | ↗256      | Большешемердянское сельское поселение |
| 67  | Нижние Бурнаши     | деревня | ↗92       | Ювановское сельское поселение         |
| 68  | Нижние Ирзеи       | деревня | ↗116      | Ювановское сельское поселение         |
| 69  | Нижние Мочары      | деревня | ↗408      | Мочарское сельское поселение          |
| 70  | Нижние Сунары      | деревня | ↗108      | Советское сельское поселение          |
| 71  | Нижние Яуши        | деревня | ↗121      | Николаевское сельское поселение       |
| 72  | Никитино           | деревня | ↗32       | Иваньковское сельское поселение       |
| 73  | Никиткино          | деревня | ↗249      | Большечурашевское сельское поселение  |
| 74  | Николаевское       | село    | ↗530      | Николаевское сельское поселение       |
| 75  | Никольское         | село    | ↗288      | Иваньковское сельское поселение       |
| 76  | Новая Екатериновка | деревня | ↗78       | Большесундырское сельское поселение   |
| 77  | Новое Тянымово     | деревня | ↗52       | Малокарачкинское сельское поселение   |
| 78  | Новое Ядрино       | деревня | ↗37       | Чебаковское сельское поселение        |
| 79  | Новые Тиньгеши     | деревня | ↗142      | Старотиньгешское сельское поселение   |
| 80  | Ойкас-Асламасы     | село    | ↗247      | Большечурашевское сельское поселение  |
| 81  | Ойкасы             | деревня | ↗152      | Кукшумское сельское поселение         |
| 82  | Олух-Шуматово      | деревня | ↗64       | Советское сельское поселение          |
| 83  | Орабакасы          | деревня | ↗321      | Персирланское сельское поселение      |
| 84  | Орба-Павлово       | деревня | ↗95       | Иваньковское сельское поселение       |
| 85  | Ордашево           | деревня | ↘140      | Кильдишевское сельское поселение      |
| 86  | Персирланы         | деревня | ↗371      | Персирланское сельское поселение      |
| 87  | Пиреньял           | деревня | ↗14       | Малокарачкинское сельское поселение   |
| 88  | Полянки            | село    | ↗319      | Стрелецкое сельское поселение         |
| 89  | Поченары           | деревня | ↗126      | Кукшумское сельское поселение         |
| 90  | Пошнары            | село    | ↗374      | Ядринское сельское поселение          |
| 91  | Пролетарий         | посёлок | ↘20       | Ядринское сельское поселение          |
| 92  | Саваткино          | деревня | ↗91       | Ядринское сельское поселение          |
| 93  | Салугино           | деревня | ↗164      | Николаевское сельское поселение       |
| 94  | Сареево            | деревня | ↗300      | Персирланское сельское поселение      |
| 95  | Сеткасы            | деревня | ↗120      | Кукшумское сельское поселение         |
| 96  | Сехры              | деревня | ↗123      | Старотиньгешское сельское поселение   |
| 97  | Симекейкасы        | деревня | ↗186      | Хочашевское сельское поселение        |
| 98  | Советское          | село    | ↗482      | Советское сельское поселение          |
| 99  | Совхозный          | посёлок | ↗373      | Иваньковское сельское поселение       |
| 100 | Средние Ирзеи      | деревня | ↗93       | Ювановское сельское поселение         |
| 101 | Старое Тянымово    | деревня | ↗73       | Малокарачкинское сельское поселение   |
| 102 | Старое Шуматово    | посёлок | ↗137      | Советское сельское поселение          |
| 103 | Старые Тиньгеши    | деревня | ↗143      | Старотиньгешское сельское поселение   |
| 104 | Стрелецкая         | деревня | ↗718      | Стрелецкое сельское поселение         |
| 105 | Сучково            | посёлок | →5        | Ядринское сельское поселение          |
| 106 | Сятраево           | деревня | ↗106      | Ювановское сельское поселение         |
| 107 | Талой              | деревня | ↗255      | Большесундырское сельское поселение   |
| 108 | Торхлово           | деревня | ↗94       | Кукшумское сельское поселение         |
| 109 | Тукасы             | деревня | ↗190      | Хочашевское сельское поселение        |
| 110 | Тяптяево           | село    | ↗176      | Ювановское сельское поселение         |
| 111 | Хирле-Сиры         | деревня | ↗232      | Николаевское сельское поселение       |
| 112 | Хорамалы           | деревня | ↗329      | Хочашевское сельское поселение        |
| 113 | Хочашево           | село    | ↗179      | Хочашевское сельское поселение        |
| 114 | Чебаково           | село    | ↗852      | Чебаковское сельское поселение        |
| 115 | Чербай             | деревня | ↗437      | Персирланское сельское поселение      |
| 116 | Чиганары           | село    | ↘263      | Мочарское сельское поселение          |
| 117 | Шоркино            | деревня | ↗60       | Мочарское сельское поселение          |
| 118 | Эмякасы            | деревня | ↗248      | Малокарачкинское сельское поселение   |
| 119 | Юваново            | село    | ↗641      | Ювановское сельское поселение         |
| 120 | Юманай             | деревня | ↗112      | Старотиньгешское сельское поселение   |
| 121 | Ядрин              | город   | ↘7918     | Ядринское городское поселение         |
| 122 | Ядрино             | село    | ↗175      | Ядринское сельское поселение          |
| 123 | Якимкино           | деревня | ↗137      | Николаевское сельское поселение       |
| 124 | Янгиреево          | деревня | ↗106      | Кукшумское сельское поселение         |
| 125 | Янымово            | село    | ↗153      | Ядринское сельское поселение          |
| 126 | Яровойкасы         | деревня | ↗171      | Большешемердянское сельское поселение |

## Природа
В Ядринском районе выделяются два типа рельефа: правобережье реки Суры представляет собой холмистое Чувашское плато, сильно изрезанное оврагами и долинами рек; левобережье — аллювиальная равнина с пологонаклонной поверхностью, в составе которой три надпойменные террасы реки Суры, постепенно переходящие одна в другую. Район беден полезными ископаемыми. В общей сложности разведано почти три десятка месторождений торфа, используемом в сельском хозяйстве. Торфяники разрабатываются в поймах рек Вылы и Суры. В 3,5 км к юго-востоку от г. Ядрина расположено месторождение кирпичного сырья, которое является сырьевой базой для местного завода.
Климат района умеренно континентальный. С продолжительной холодной зимой и тёплым, иногда жарким летом. Среднемесячная температура июля 18,6 °C, среднемесячная температура января −13 °C. Абсолютный минимум достигал −44 °C, максимум 38 °C. В год выпадает в среднем 513 мм осадков, причём 70 % общего их количества приходится на летние месяцы. Главные реки Сура — правый приток Волги, Выла — правый приток Суры.
Дерново-среднеподзолистые почвы занимают 20 % площади района в северо-западной части. Широкой полосой с северо-востока на юго-запад, занимая площадь до 30 %, протянулись земли с дерново-слабоподзолистыми почвами. Оба типа почв мало устойчивы к эрозии. Гораздо меньшая площадь (18 %) под наиболее благоприятной для сельского хозяйства типичносерыми лесными почвами, 13 % площади занимают серые лесные почвы и дерново-пойменные аллювиальные — 18 %.
Ядринский район находится в лесостепной зоне, его лесистость составляет свыше 17 %. Основные леса расположены в западной и северных частях района. На месте сведённых лесов расположены сельскохозяйственные угодья. Чистые дубравы занимают склоны и водоразделы. Берёзовые насаждения встречаются редко. В подлеске широко распространены рябина, калина, черёмуха, лещина. Хвойных пород мало. На юго-западе распространены дубравы с примесью ясеня, липы, клёна, ильмовых. На правом берегу реки Суры большие площади заняты берёзово-осиновыми лесами с примесью широколиственных пород. Кроме лесов к основным типам растительности относятся луга, степь, культурная растительность пойм.

## Экономика
Ядринский район имеет сельскохозяйственную специализацию с малоразвитой промышленностью. Сельское хозяйство основывается на животноводстве, которое имеет мясо-молочное направление. Развитию животноводства благоприятствует наличие значительных площадей сенокосов и пастбищ — свыше 17 %. В растениеводстве ведущими сельхозкультурами являются зерновые, картофель и кормовые культуры. В 15 км от Ядрина расположено коневодческое хозяйство — госплемконезавод «Чувашский», специализирующийся на разведении пород русский рысак, русский тяжеловоз, шетлендский пони. Также в 20 км от Ядрина расположена частная конеферма Муллиных, которая специализируется на разведении пород шетлендский пони и кони пони.
Главный промышленный центр района — Ядрин, административный центр. Предприятия города производят плодоовощные консервы, овощи сушёные, хмельбрикеты, кондитерские изделия, оладьевую муку, безалкогольные напитки, молочные продукты, хлебобулочные и колбасные изделия, спирт, товары народного потребления, широкий ассортимент продукции из древесины, строительные материалы и др.

## Транспорт
На территории района функционирует автомобильный и речной виды транспорта. Общая протяжённость автомобильных дорог составляет свыше 350 км, судоходных путей — 50 км. По территории Ядринского района проходят автомобильные дороги: общегосударственного значения «Нижний Новгород—Казань», республиканского значения «Шумерля—Нижний Новгород—Казань», а также областного значения: «Никольское—Ядрин—Калинино»; «Ядрин—Канаш». По этим дорогам осуществляются как внутренние, так и внешние транспортно-экономические связи. Связь со столицей республики Чебоксарами осуществляется по автодороге «Нижний Новгород—Казань». Западная часть Ядринского района пересекает река Сура, судоходная от Ядрина до Васильсурска. По Суре в город поступают строительные материалы: известняк, гравийная масса, щебень, а также уголь, дрова и др.

## Известные люди
- Аркадий Павлович Айдак (1937—2012) — народный депутат СССР (1989—1991), член Комитета Верховного Совета СССР по аграрным вопросам и продовольствию, почётный гражданин Ядринского района, председатель колхоза «Ленинская Искра».
- Артемьев, Александр Спиридонович (1924—1998) — чувашский прозаик, поэт и литературный критик, переводчик..
- Лаптев, Валерий Янович — спортсмен, боксёр.
- Тани Юн — чувашская киноактриса.

## Символы района

### Гимн
| На русском языке | На чувашском языке |
| --- | --- |
| Мой район — Ядрин В Чувашии родной, над Сурою рекой, Что является Волге сестрой, Город Ядрин стоит — небольшой и простой, Но люблю я его всей душой. Припев: Милый город ты мой, город скромный, родной, О тебе эту песню пою. Здесь я рос и мужал, здесь я радость познал, И тебя я всем сердцем люблю. Припев Ты в бою не бывал, громкой славы не знал, Не увенчан героя венком. Но гордится страна, получая сполна, Золотистым чувашским зерном. Припев А когда по весне расцветают сады, И в полях дружно дыбится рожь, Я поспорить готов, что такой красоты Вряд ли в крае другом ты найдешь? Припев | Ман районӑм — Етӗрне Сӑр ҫинче выртать илемлӗн Юмахри пек сарӑлса. Ман ҫӗр-шывӑм, Етӗрнейӗм, Юрлар сана мухтаса. Хушса юрламалли: Ҫирӗплен эс, чечеклен, Ман районӑм — Етӗрне. Пултаруллӑ та ӗҫчен — Тивӗҫ эс мухтав ятне. Хушса юрламалли Кашласа ларать вӑрманӗ, Улӑхсем мӗнле хитре. Тырри-пулли куҫ виҫеймӗ Сарӑ тумлӑ уй-хирте. Хушса юрламалли Ҫыннисем пит тараватлӑ, Эпир пурте пӗр ҫемье. Ҫӗнелсе ҫӗклен хӑватлӑ Савнӑ ҫӗр — ҫӗр-шыв анне. Хушса юрламалли |